# Lirimiris orientalis
Lirimiris orientalis är en fjärilsart som beskrevs av Rothschild 1917. Lirimiris orientalis ingår i släktet Lirimiris och familjen tandspinnare. Inga underarter finns listade i Catalogue of Life.